# Alma Bacciarini
Alma Bacciarini, née le 30 mars 1921 à Cabbio (originaire du même lieu) et morte le 22 janvier 2007 à Lugano, est une personnalité politique suisse, membre du Parti radical-démocratique.
Elle est députée du canton du Tessin au Conseil national de 1979 à 1983. Elle est la première femme tessinoise à y siéger.

## Biographie

### Origines et famille
Alma Bacciarini naît le 30 mars 1921 à Cabbio, dans le canton du Tessin. 
Son père, Antonio Bacciarini, est ingénieur et syndic de Cabbio pendant près de 30 ans ; sa mère est née Albina Zamperini. 
Elle épouse Bruno Zeli, dentiste de profession.

### Études et parcours professionnel
Après l'école secondaire à Biasca, elle s'inscrit à l'école normale à Locarno, dont elle sort diplômée en 1939. Elle fait ensuite des études de lettres, en littérature italienne et française, aux universités de Zurich et de Genève. Elle obtient une licence à Zurich en 1943.
Elle revient au Tessin en 1945 et y enseigne à l'école secondaire et à l'école des arts et métiers de Bellinzone.

### Parcours politique
Membre du Parti radical-démocratique, elle est conseillère communale (législatif) de Breganzona de 1972 à 1980 et députée au Grand Conseil tessinois de 1975 à 1991.
Elle est la première Tessinoise à siéger au Conseil national, du 26 novembre 1979 au 27 novembre 1983 (41e législature). Elle s'y distingue principalement par ses actions en faveur des droits de la femme et de sa place dans la vie culturelle. Elle ne se présente pas pour un nouveau mandat en octobre 1983. Elle déclare à cette occasion être « motivée par une certaine forme de saturation politique. En effet, j'ai dit basta aux engrenages, aux manigances et aux accords internes qui entraînent la marginalisation d'une personne qui fait de la politique de façon désintéressée et indépendante ». 

### Autres activités et fonctions
Invitée à de nombreuses reprises, elle contribue à la réussite de l'émission Per la donna, diffusée par la radio Monteceneri et dirigée par Iva Cantoreggi de 1955 à 1979. Elle écrit par ailleurs dans divers journaux, notamment dans la Gazzetta Ticinese (it) et La Regione Ticino (it), sur des sujets sociaux et culturels.
Elle est vice-présidente de l'Association suisse pour le suffrage féminin de 1954 à 1963 et de la Commission fédérale pour les questions féminines de 1976 à 1992.
Elle préside le Centre de liaison des associations féminines tessinoises de 1992 à 1995 et l'Association archéologique tessinoise de 1990 à 1993.

### Mort
Elle meurt le 22 janvier 2007 à Lugano, à l'âge de 85 ans.

### Distinctions
- ? : commandeur de la République italienne[2]
- 1988 : Ambrogino d'oro (it) de la ville de Milan. en reconnaissance de son rôle dans le domaine culturel[2]